# (17078) Sellers
(17078) Sellers (1999 HD3) – planetoida z pasa głównego asteroid okrążająca Słońce w ciągu 5,19 lat w średniej odległości 3 j.a. Odkryta 24 kwietnia 1999 roku.